# Dave Alexander (bluesový hudebník)
Dave Alexander (* jako David Alexander Elam; 10. března 1938 – 8. ledna 2012) byl americký bluesový klavírista a zpěvák. V roce 2012 byl nalezen ve svém domě mrtvý, pravděpodobně se sám zastřelil, bylo mu 73 let.

## Diskografie
- 1972 − The Rattler
- 1972 − The Raven
- 1973 − The Dirt on the Ground
- 1993 − Black Widow Spider
- 1995 − Baddass
- 1997 − Omar the Magnificent
- 1998 − Anatomy of a Woman